# Bonden - om en kollektiv familie på landet
Bonden - om en kollektiv familie på landet er en dansk dokumentarfilm fra 1974, der er instrueret af Per B. Rasmussen efter eget manuskript. Filmen hører sammen med de to andre film om Indien: Familien - om bolig- og levevilkår i Bombay og Landsbyen - om et kasteløst samfund.

## Handling
Bondefamilien Shinde i staten Maharashtra består af tre voksne brødre, som med deres koner og børn lever i et traditionelt storfamiliemønster. Familien hører ikke til landsbyens rigeste bønder, men er heller ikke forarmet. Der er en helt klar arbejds- og ansvarsfordeling mellem familiemedlemmerne, og familiens ønsker og behov går forud for den enkeltes. Den ældste brors to voksne sønner studerer hhv. landbrug og mekanik af hensyn til gårdens fremtid, men spørgsmålet er, om de vil kunne acceptere familiemønstret fremover.